# EADS Do-DT 35

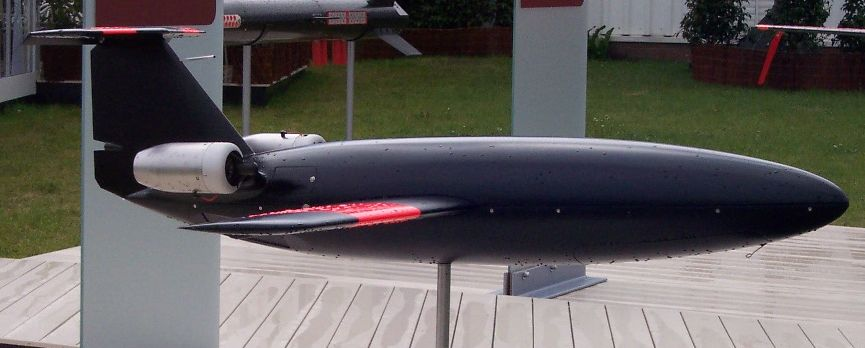
EADS DO-DT 35

Die Do-DT 35 ist eine von der EADS hergestellte Zieldarstellungsdrohne. Sie stellt beim Luftverteidigungstraining das zu bekämpfende Ziel dar.
Nachdem der Entschluss gefasst war, eine neue Art von Flugzieldarstellungsdrohnen zu entwickeln, begannen im Frühjahr 2000 die Arbeiten. Hierbei wurde die EADS vom Steinbeis Transferzentrum AFL bei der Auslegung und Berechnung des Flugkörpers unterstützt. Die Flugzieldarstellungsdrohne sollte mit einer handelsüblichen Fluglageregelung (Autopiloten) und Düsentriebwerken aus dem RC-Modellbau ausgerüstet werden. Weiterhin wurden zur Zieldarstellung bewährte Komponenten aus dem Dornier-Do-SK6-Schleppzielkörper integriert.
Basierend auf der Prognose, dass pro Jahr mehr als 120 Stück dieser Drohne vom Kunden benötigt werden, entschied sich EADS im Mai 2000, die ersten Schritte zum Prototypenbau der nun Do-DT35 genannten Drohne einzuleiten.
Im Juli 2000 wurden die ersten manuell gesteuerten Flüge durchgeführt. Die Entwicklung schritt nun kontinuierlich fort. Um das gesamte Leistungsspektrum in Bezug auf Geschwindigkeit und Reichweite/Flugdauer zu erfliegen, wurde die Erprobung teilweise ins Ausland verlegt, da in Deutschland der Luftraum zu eingeschränkt ist. Im Juni 2002 überwand die Do-DT35 ihre ersten Zulassungshürden. 2004 erreichte die Do-DT35 alle Qualifizierungsziele. Seitdem dient die Do-DT35 als Zieldarstellungsdrohne. Besonders hervorzuheben sind Aufträge zur Zieldarstellung für die US Army und die israelische Luftwaffe.
Der Start erfolgt mittels eines pneumatischen Katapultes. Angetrieben wird die Drohne von zwei Strahltriebwerken und erreicht mit bis zu 650 km/h höhere Geschwindigkeiten als die größere und schwerere Do-DT 25. Die Navigation kann mittels einprogrammierter Wegpunkte über GPS erfolgen. Manuelle Steuerung ist aber ebenfalls möglich.  Nach dem Flug landet die Drohne an einem Fallschirm.
| Kenngröße               | Daten                          |
| ----------------------- | ------------------------------ |
| Länge                   | 1,8 m                          |
| Flügelspannweite        | 1,5 m                          |
| Nutzlast                | 6 kg                           |
| maximale Startmasse     | 50 kg                          |
| Geschwindigkeitsbereich | 44–180 m/s (ca. 160–650 km/h)  |
| Antrieb                 | 2 Strahltriebwerke mit 160 N   |
| Flughöhe MSL            | bis zu 25.000 ft (ca. 8.300 m) |
| Höchstflugdauer         | bis zu 60 min                  |